# غوتليب شيفر
غوتليب شيفر (1861–1934) كان مصورًا ألمانيًا يقيم في مينيغوفن، مقاطعة هيرفورد [الإنجليزية]، شمال الراين-وستفاليا.
كان يدير ستوديو التصوير الخاص به في المدينة، وركز على التصوير الفوتوغرافي للصور الشخصية، وتوثيق حياة الناس العاديين والتقاط الفولكلور والحرف اليدوية. ورث ابنه فريدريش شيفر (1891-1976) استوديو الصور من بعده.

## معرض الصور

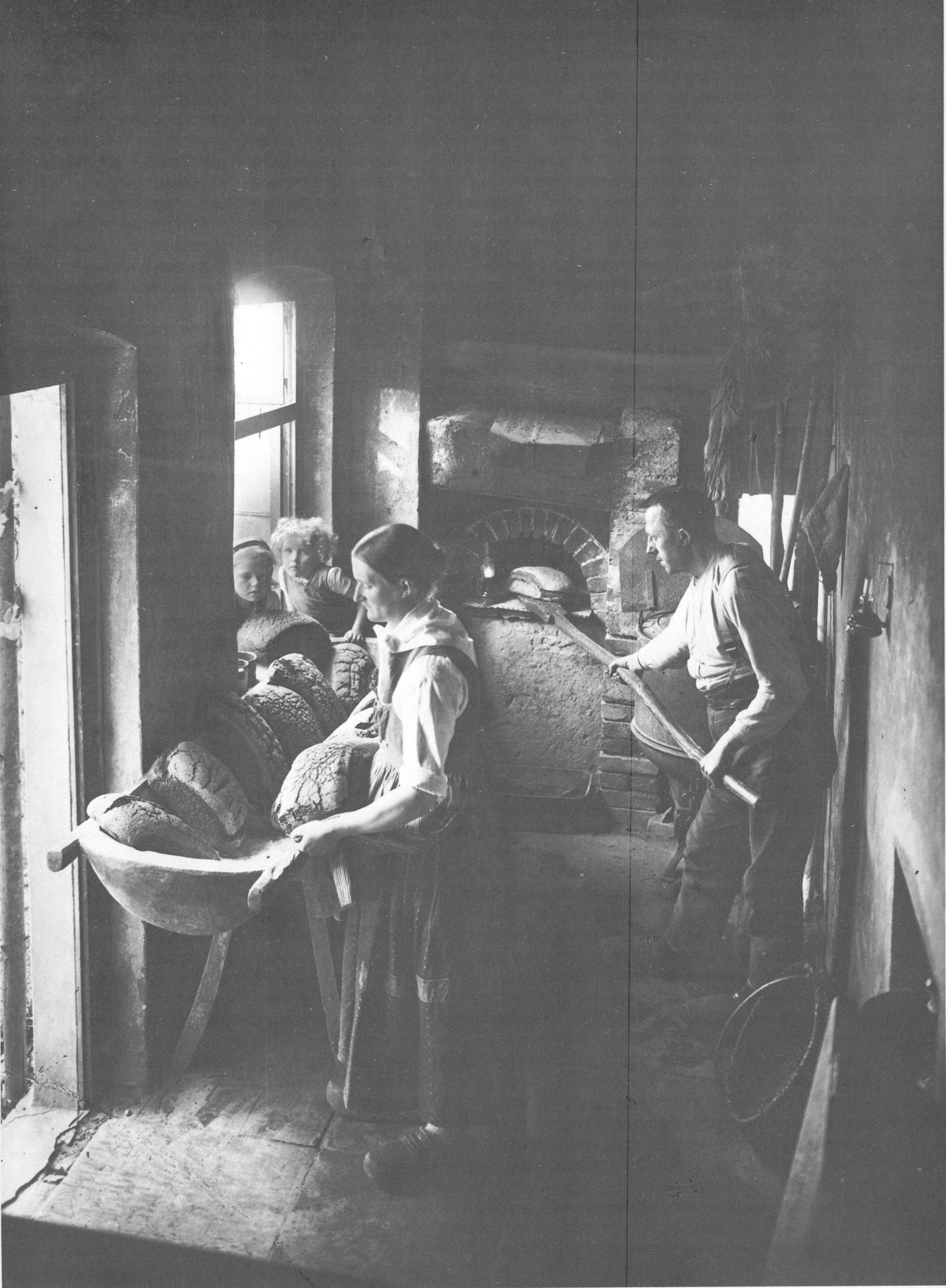
مخبز، مينيغوفن، مقاطعة هيرفورد، 1904
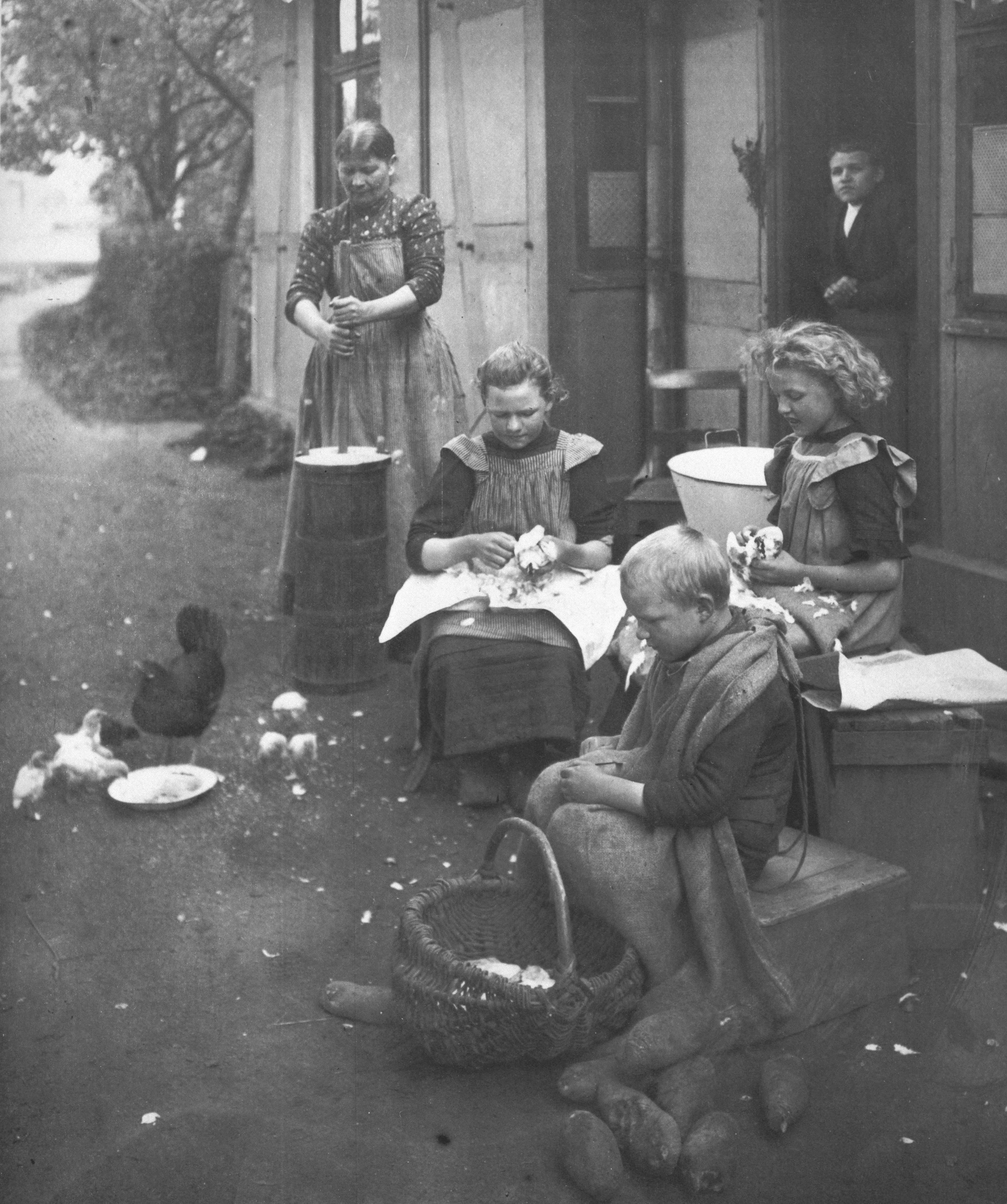
الأعمال المنزلية في القرية، 1908
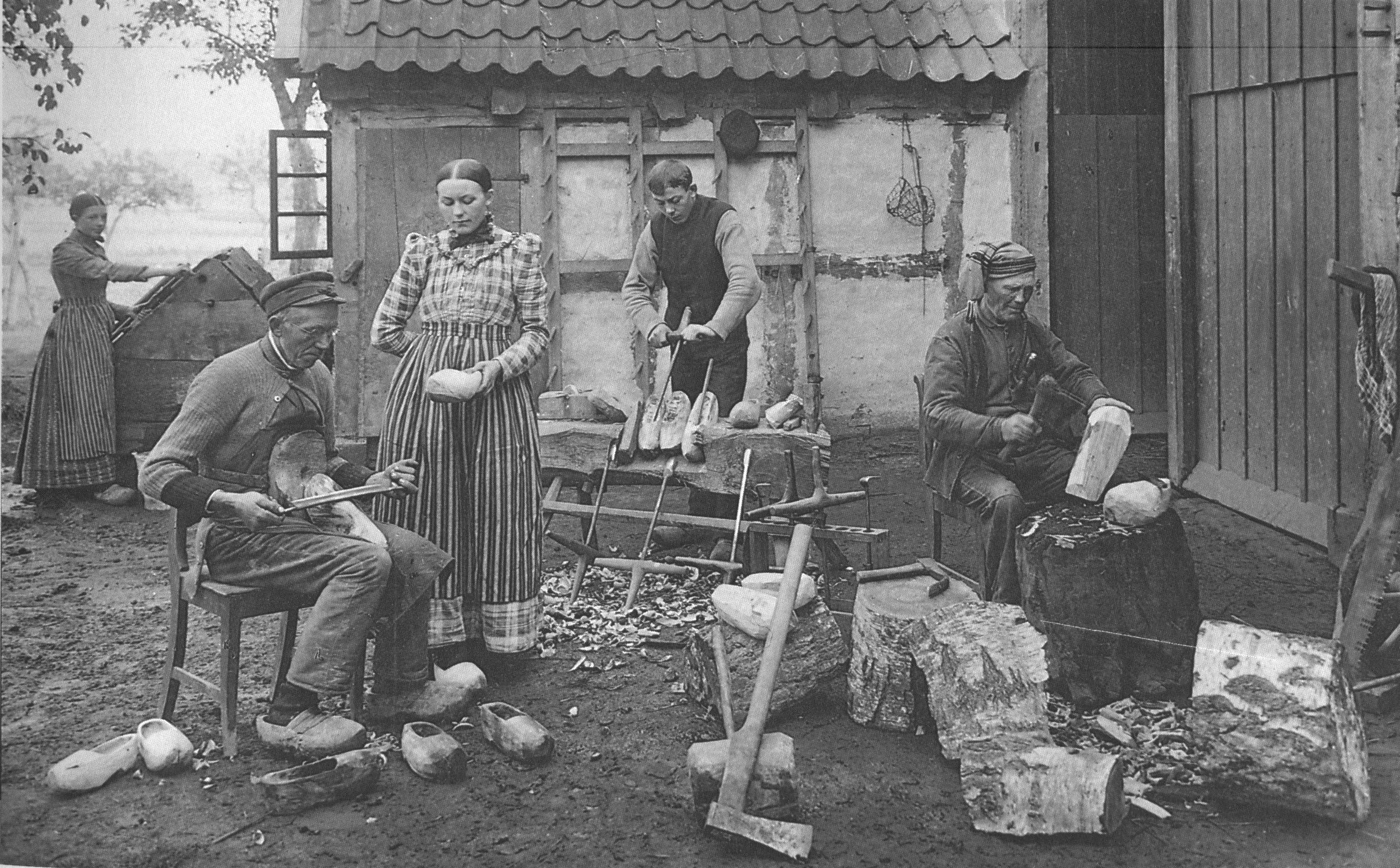
نحت الأسرة، 1905
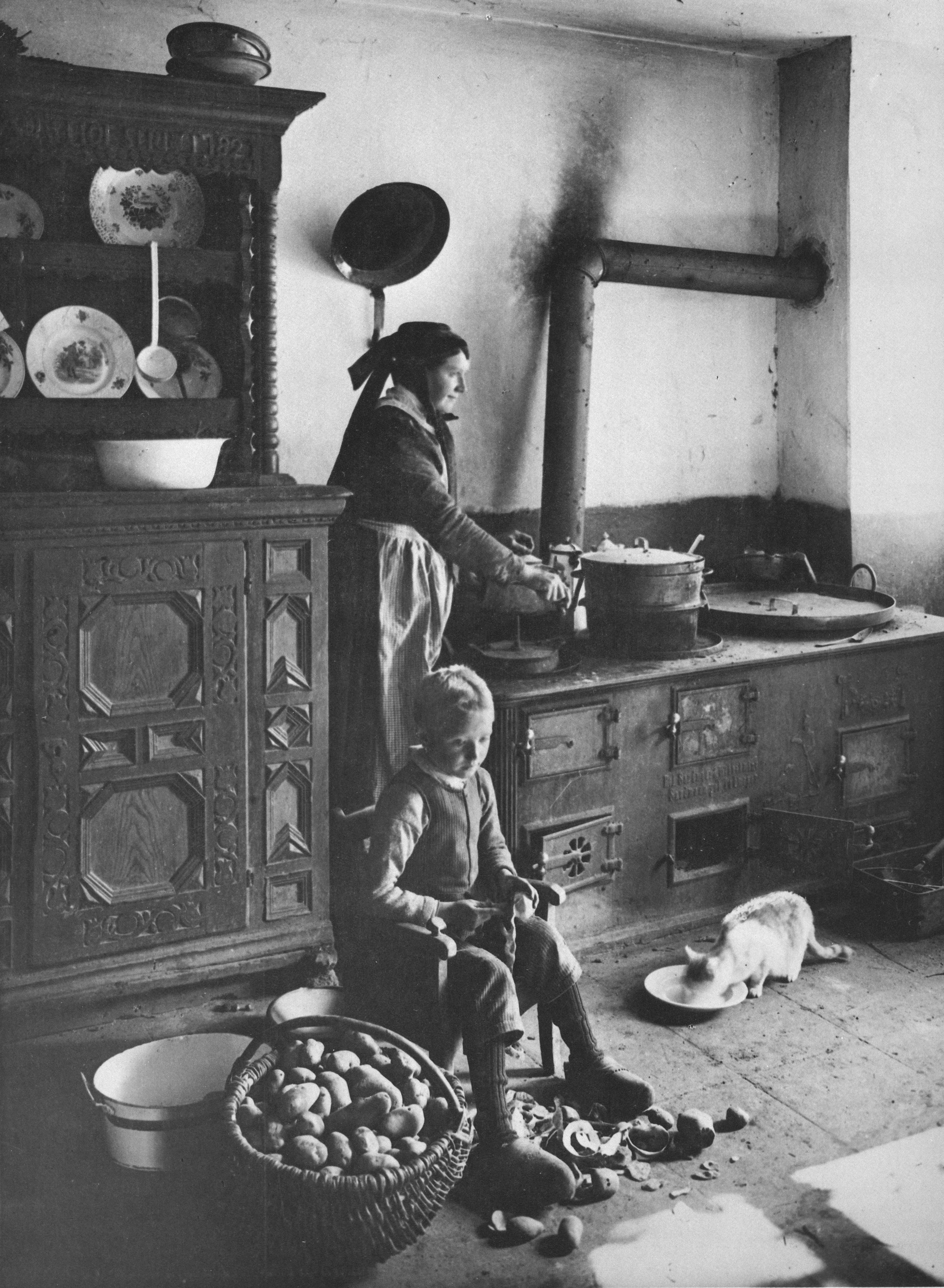
مطبخ، 1903
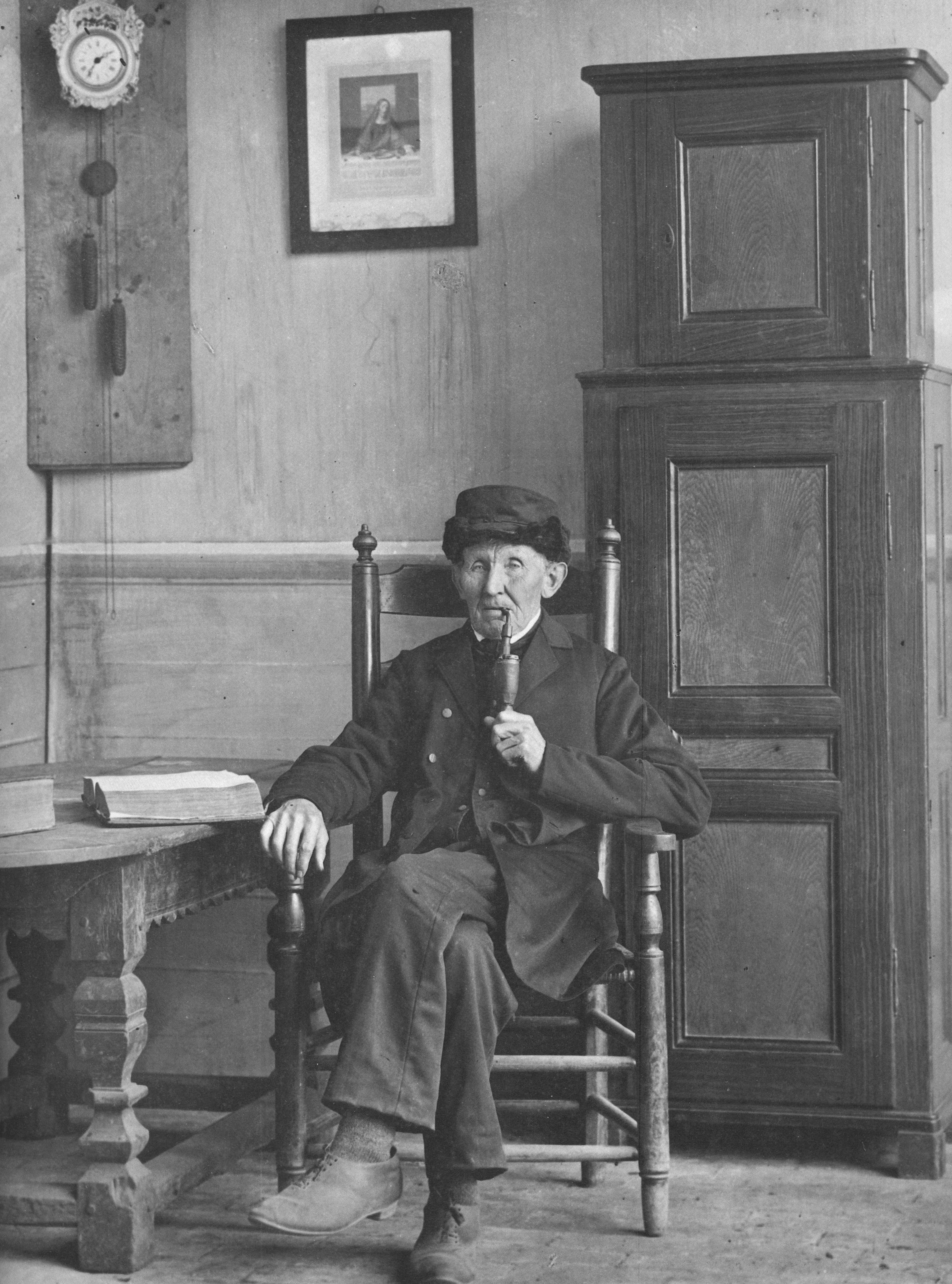
فلاح، 1905
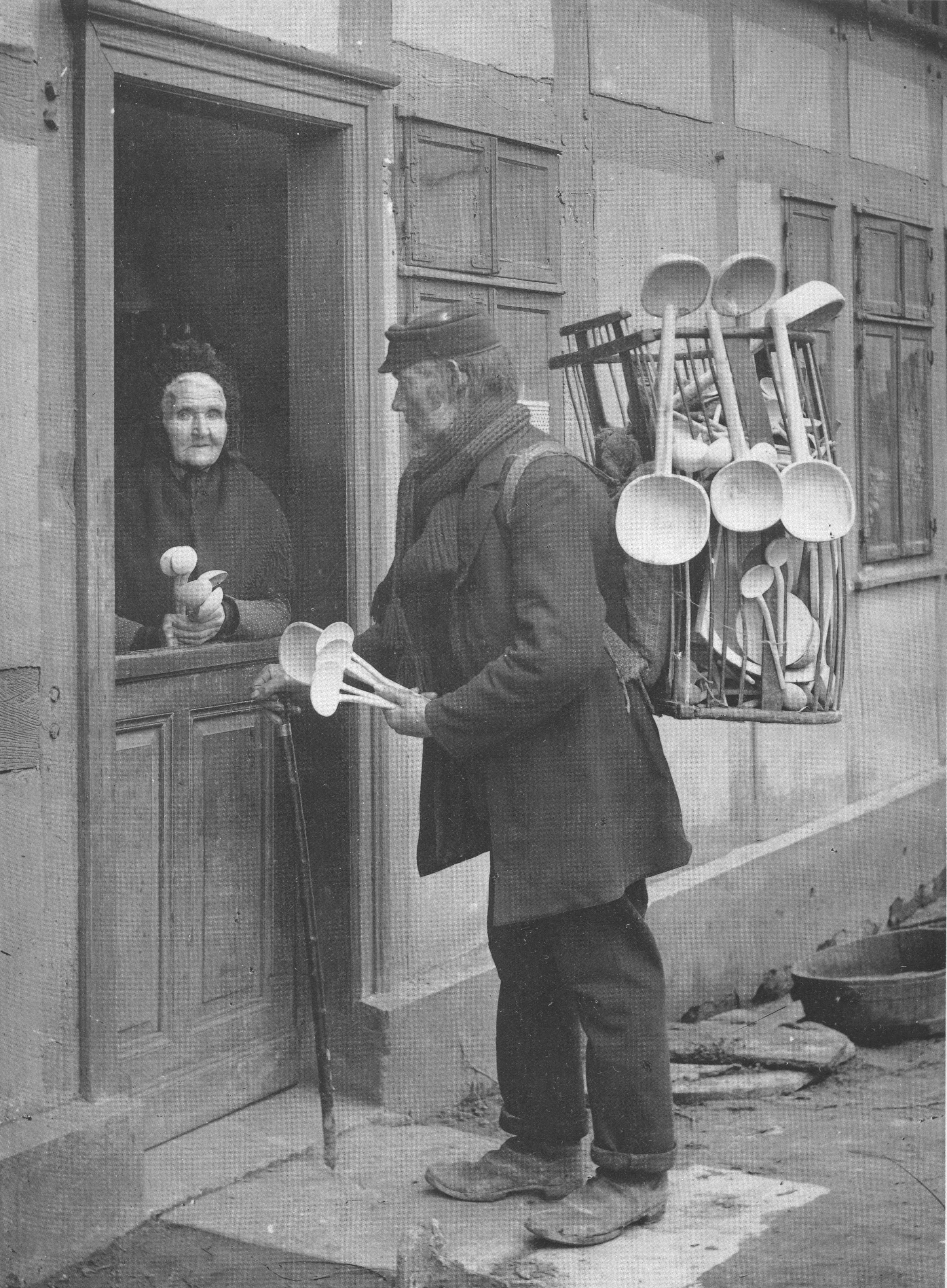
بائع سلع خشبية في رادن، 1905

## كتب عنه
- Dietmar Sauermann, Gerda Schmitz: Všední den na vesnici (Alltag auf dem Lande), autoři k ilustraci použili gotografie Gottlieba Schäffera